# カッワーリー
カッワーリー（qawwali, ウルドゥー語/ペルシア語قوّالی; パンジャーブ語/サラーイキー語: ਖ਼ਵ੍ਵਾਲੀ, قوٌالی; /ヒンディー語: क़व्वाली）はイスラム神秘主義（スーフィズム）と深い関係にある宗教歌謡である。

## カッワーリーの成立
「カッワーリー」の語源は「言葉」を意味するアラビア語のコール(qaul)であると言われている。コールとはアラブ古典音楽であるナウバ形式の最初の楽章名である。また、コールにはコーランの詩句など、預言者ムハンマドが語ったアラビア語という宗教的な意味がある。中世にはコールは旋律に乗せて語られ、その歌い手のことを「カッワール」と呼んでいた。今日でもカッワーリーの歌手はカッワールと呼ばれている。このコールがスーフィーたちによって南アジアに伝えられ、現地の文化を取り込んでカッワーリーに変化していったと考えられている。
一般にカッワーリーの創始者といわれる人物にアミール・フスロー(1253 - 1325)がいる。彼の伝記によれば、パキスタン中部のムルターンで聖者バハーウッディーン・ザカリヤーに仕えるカッワールたちが歌っていたアラビア語の神秘詩が気に入って、スーフィズムに取り入れるようになったことが始まりという。西アジアと南アジア両方の文化に通じ、優れた詩人だったフスローはカッワーリーのレパートリーの重要な詩句の多くを作り、その音楽を文学的に魅力あるものにした。

## 特徴
用いられる言語はペルシア語、パキスタンの国語であるウルドゥー語であるが、北インドではカッワーリーの創始者といわれるアミール・フスローの用いた古ヒンディー語が、パキスタンではパンジャービー語が好んで歌われる。演奏される場所は主にダルガー（聖者廟）の中である。ここで行われるカッワーリーの集会は木曜日の晩や聖者のウルスのとき最高潮に達する。一般民衆は一歩でも神に近付こうとカッワーリーを聞きながら、真実の愛の陶酔に浸ろうとしている。カッワーリーはスーフィズムの理想を追求する神聖な音楽なのである。国の大部分がムスリムであるパキスタンではカッワーリーは全国的大衆音楽として圧倒的人気を博しており、カセットをバザールで手に入れられる他、マスメディアでも頻繁に流されている。カッワーリーではメロディーやリズムとともに、メッセージとして歌われる神秘詩が重要な役割を果たす。歌詞は内容によって3種類に分類される。
- ハムド…唯一神アッラーを称える賛歌
- ナート…預言者ムハンマドを称える賛歌
- マンカバト…スーフィー聖者を称える賛歌

基本的にはこのハムド、ナート、マンカバトの順に演奏される。
カッワーリーの演奏曲目は広く古代詩や現代詩、カッワーリーの為に作られる大衆詩等がある。いずれも定型詩でルバーイー（四行詩）、マスナヴィー（物語詩）、ガザル（恋愛詩）という。
19世紀以降にはスーフィズムは衰退傾向に向かったが、その音楽であるカッワーリーは衰えることなく、宗教色の軽減された、もしくは全く無い娯楽性の強い世俗歌謡（フィルミー・カッワーリー）として現代でも作られ続けている。

## ヒンドゥー教とカッワーリー
スーフィズムとヒンドゥー教神秘主義であるバクティ思想には共通点があり、成立過程で相互に影響があったと見られている。両者の音楽カッワーリーとバクティ・サンギートにも、歌を修行法や宗教儀礼としている点や音楽としての構造などの類似点などが見られる。ヒンドゥー教徒のカッワールが人気を集めたり、ウルスの日にはカッワーリーを聞きに大勢のヒンドゥー教徒が霊廟を訪れるなど、双方の宗教の文化的に重なる部分が多く見受けられる。

## 著名なカッワーリー歌手
- ヌスラト・ファテー・アリー・ハーン(1948-1997)

## 関連文献
- 麻田豊「カッワーリーの詩世界-インド・パキスタンのイスラーム宗教歌謡」『総合文化研究』第8号、東京外国語大学総合文化研究所、2005年、59-89頁、2022年10月3日閲覧。